# عبدولاي سولاما
عبدولاي سولاما (بالفرنسية: Abdoulaye Soulama)‏ (مواليد 29 نوفمبر 1979 في بانفورا، بوركينا فاسو - 27 أكتوبر 2017). لعب في نهاية مسيرته لصالح نادي هارتس أوف أوك.

## الألقاب
أفضل حارس في غانا خلال العام: 2008

## روابط خارجية
- عبدولاي سولاما على موقع الاتحاد الدولي (مؤرشف)  (الإنجليزية)
- عبدولاي سولاما على موقع اتحاد تركيا (لاعب) (الإنجليزية)
- عبدولاي سولاما على موقع قاعدة بيانات كرة القدم.إي يو (الإنجليزية)
- عبدولاي سولاما على موقع ناشيونال فوتبول تيمز (الإنجليزية)
- عبدولاي سولاما على موقع Soccerway.com (الإنجليزية)